# Alkanna pamphylica
Alkanna pamphylica là loài thực vật có hoa trong họ Mồ hôi. Loài này được Hub.-Mor. & Reese mô tả khoa học đầu tiên năm 1943.